# Нуреддін Ріфаї
Нуреддін Ріфаї (араб. نور الدين الرفاعي; 1899 — січень 1980) — ліванський військовик і політик, керівник Внутрішніх сил безпеки Лівану, прем'єр-міністр Лівану впродовж короткого періоду в травні 1975 року.
24 травня 1975 року на тлі загострення протистояння у громадянській війні президент Сулейман Франжьє доручив відставному генералу Ріфаї сформувати уряд. Такий крок спричинив масові протести, що змусило Нуреддіна Ріфаї вийти у відставку вже за три дні після початку його повноважень.